# L'idolo di Broadway
L'idolo di Broadway (Little Miss Broadway) è un film del 1938 diretto da Irving Cummings.

## Trama
Betsy, una bambina di dieci anni rimasta orfana, viene presa dall'orfanotrofio, dallo zio William impresario teatrale, che vive in un albergo circondato da attori, cantanti e musicisti, in questo ambiente la bambina viene presa a benvolere dagli artisti che la considerano una piccola mascotte. Soprattutto le saranno vicino Jimmy e Ole che inizieranno ad insegnare alla bambina i segreti dello spettacolo teatrale.
Nel frattempo la proprietaria della pensione vorrebbe cacciare tutto quel gruppo di artisti che non pagano da tempo l'affitto delle stanze, sarà sua nipote Barbara insieme a William ad organizzare un grosso spettacolo teatrale che avrà come principale vedette la piccola orfana Betsie, il successo di pubblico salverà dallo sfratto la Compagnia e segnerà la nascita di una nuova stella nello spettacolo di Broadway.